# Тондошка
Тондошка — село в Турочакском муниципальном районе Республики Алтай России. Административный центр Тондошенского сельского поселения.

## География
Расположено на реке Тондошке близ её впадения в Бию. Населённый пункт окружает тайга смешанного типа.

## Население
| 2010 | 2011 | 2012 | 2013 | 2014 | 2015 | 2016 |
| ---- | ---- | ---- | ---- | ---- | ---- | ---- |
| 329  | ↗330 | ↘321 | ↘315 | ↘306 | ↘291 | ↗294 |

## Инфраструктура
В селе имеются школа, сельская администрация, фельдшерско-акушерский пункт, почта, магазин.